# Branko Skroče

Branko Skroče (Zadar, 17. svibnja 1955.) je hrvatski košarkaš, bivši jugoslavenski reprezentativac.
Igrao je na položaju beka i niskog krila.
Ljevoruki Skroče je bio naizgled usporen, ali je nezadrživo punio koševe punih 15 godina '70-ih i '80-ih.
Drugim je najboljim strijelcem Zadra u povijesti prvenstava Jugoslavije iza Giergie, a sedmim na vječitoj ljestvici bivše države.

## Igračka karijera

### Klupska karijera
U karijeri je igrao za "Zadar" iz kojeg je kasnije iznenađujuće otišao igrati u Belgiju. Ondje je odigrao dvije sezone: u Cointeu i u Andenneu.
Triput je bio najboljim strijelcem prvenstva Jugoslavije (1979/80, 1980/81,1983/84).

### Reprezentativna karijera
Sudjelovao je na ovim velikim natjecanjima:
- svjetsko prvenstvo 1978. - prvak
- Olimpijske igre 1980. - prvak
- europsko prvenstvo 1981. - doprvak

## Vanjske poveznice
- Sports-reference.com  Arhivirana inačica izvorne stranice od 6. srpnja 2009. (Wayback Machine)